# Kurt Rose
Kurt Rose (* 1. September 1908 in Bernburg an der Saale; † 1999 in Celle) war ein Lehrer und Autor.

## Leben und Werk
Kurt Rose studierte Neuphilologie in Wien und Berlin, brach das Studium ab und arbeitete als Lehrer in der Türkei, in Spanien und in Finnland, wo er u. a. das finnische Heldenepos Kalevala ins Deutsche übersetzte. 1938 kehrte er nach Deutschland zurück und arbeitete beim Schaffstein Verlag und Wolfgang Krüger Verlag sowie als freier Schriftsteller. 1940 wurde Rose zur Wehrmacht eingezogen. Weitere Stationen waren die Kriegsmarine und die Abwehr unter Admiral Canaris, zuletzt beim Oberkommando der Kriegsmarine. Nach 1945 arbeitete er als Dolmetscher und in der Gemeindeverwaltung Bordesholm. 1948 bestand er das Examen zum Mittelschullehrer und arbeitete danach an verschiedenen Schulen u. a. in Bordesholm, Iserlohn und zuletzt bis 1973 Euskirchen. Rose ist Textautor vieler neuer geistlicher Lieder, z. B. des Geburtstagskanons Dass Erde und Himmel Dir blühen (RG 734, Musik von Herbert Beuerle). Darüber hinaus ist er Autor von Sach- und Fachbüchern, Anthologien und Theaterstücken. Er war Mitglied der Oekumenischen Textautoren- und Komponisten Gruppe der Werkgemeinschaft Musik e.V. und der AG Musik in der Ev. Jugend e.V., heute Textautoren- und Komponistengruppe TAKT.

## Werke (Auswahl)
- Da war die Nacht, da kam das Licht (1987, verschiedene Komponisten) Strube-Verlag
- Fünfzehn hymnische Lieder aus dem Neuen Testament (1987; Musik: Herbert Beuerle, 1987) Strube-Verlag
- Das ist Freude, Gott zu danken (1989; Musik: Lothar Graap, 1989) Strube-Verlag
- Fröhlicher Vogel Hoffnung (1995; Musik: Wolfgang Teichmann, 1995) Lutherisches Verlagshaus
- Hoffnung für Feigenbäume (1996; Musik: Götz Wiese, 1996) Strube-Verlag
- Die Arche – unser Haus! Der Erdball – unsre Arche! (1997; Musik: Christoph Noetzel, 1997) Strube-Verlag
- Vier Jahreszeitenlieder (1998; Musik: Rolf Schweizer, 1998) Strube-Verlag
- Weihnachts-Prozession (1998; Musik: Hans W. Eichholz, 1998) Strube-Verlag
- Wär’ in der Wüste nicht der Dornbusch (1999; Musik: Wolfgang Teichmann, 2000) Strube-Verlag

## Publikationen (Auswahl)
- Die Brigg Anke Groot. Schaffstein-Verlag, 1947
- Christines neues Leben. Schaffstein-Verlag, 1949
- Die ökumenische Bewegung. Crüwell-Verlag, 1964
- Die Kirche und die soziale Frage im 19. und 20. Jahrhundert. Crüwell-Verlag, 1964
- Der christliche Glaube in der Welt der Wissenschaft und Technik. Crüwell-Verlag, 1965
- Der Erwartete ist immer schon da. Deutscher Theaterverlag, [1974]
- Nicht nur an jenen drei Tagen. Deutscher Theaterverlag, 1974
- Das Kind, die Kinder. Deutscher Theaterverlag 1975
- Das Spiel von den göttlichen Überraschungen. Deutscher Theaterverlag 1979
- Totale Himmelsöffnung. Deutscher Theaterverlag 1983
- Der schwarze Hirte. Deutscher Theaterverlag 1984
- Markt der frohen Botschaft. Strube-Verlag 1989
- Der Sohn des Admirals. Brunnen-Verlag 1991
- Admirálov syn. Tranoscius 1993
- Winterarbeit. Haag und Herchen 1997
- Johannes Chrysostomos in der Verbannung und zwei weitere Erzählungen. Haag und Herchen, 1998
- Nachtsonne und Regenschiff. Strube-Verlag 1998